# Walter Gilbert
Walter Gilbert (Boston, Massachusetts, 1932. március 21. –) amerikai biokémikus, fizikus. 1980-ban Frederick Sangerrel és Paul Berggel megosztva elnyerte a kémiai Nobel-díjat a nukleinsavak szekvenálási módszereinek kidolgozásáért.

## Tanulmányai
Walter Gilbert 1932. március 21-én született Bostonban, zsidó családban. Apja Richard V. Gilbert közgazdász, anyja Emma Cohen gyermekpszichológus volt. 1939-ben Washingtonba költöztek. Apja a második világháború alatt az állami Ármegállapító Hivatalnak dolgozott, később pedig a pakisztáni kormány tanácsadó bizottságának volt a vezetője. Waltert az iskolában is érdekelték a természettudományok, tagja volt az ásványgyűjtő és csillagászklubnak. Tizenkét évesen otthoni kémiai kísérletezés közben a reagensei felrobbantak, őt pedig anyja kórházba vitte, mert a szétrepülő üvegcserepek megvágták a csuklóját. A középiskolából sokat hiányzott, mert a Kongresszusi Könyvtárban keresett atomfizikai témájú könyveket. A középiskola után a Harvard Egyetemre vették fel, ahol a fizika és kémia voltak a fő tárgyai. 1953-ban BSc oklevelet szerzett és ugyanott folytatta a mesterképzéssel; témája az elméleti fizika volt. Egy év után átment a Cambridge-i Egyetemre, ahol 1957-ben megkapta PhD fokozatát. Cambridge-ben találkozott a szintén amerikai James Watsonnal, aki felfedezte a DNS szerkezetét. 

## Munkássága
Miután visszatért az Egyesült Államokba, a Harvardon kezdett tanítani elméleti fizikát. 1960-ban Watsonnal és François Gros biológussal közösen részt vett egy kísérletben, melyben a hírvivő RNS-t keresték. Gilbertnek megtetszett a kísérletes munka és onnantól kezdve bekapcsolódott a molekuláris biológiai kutatásokba. Miután 1961-ben cikket írt az mRNS-ről a Nature-be, nagy hírnévre tett szert és az egyetem hamarosan már mint biofizikaprofesszort alkalmazta.
A 60-as években a fehérjeszintézist tanulmányozta. Benno Müller-Hill-lel közösen megtalálták a laktózrepresszort, az első ismert szabályozó genetikai régiót. Ezután David Dresslerrel együtt kidolgozták a DNS-replikáció baktériumok által használt guruló kör-modelljét. Az 1970-es évek elején kifejlesztette a DNS szekvenálásához használt gélelektroforézis módszerét és azonosította azt a DNS-szakaszt, amely a laktózrepresszor-régióhoz köt. Közreműködött egy gyors szekvenálómódszer kidolgozásában és több génsebészeti technikát is feltalált. Lydia Villa Komaroff-fal és Argiris Efstratiadis-szel együtt kikísérletezett egy baktériumtörzset, amely emberi inzulint volt képes termelni.
1979-ben más tudósokkal és üzletemberekkel együtt megalapították a Biogen céget, amely a génsebészeti kutatásokat végzett. Lelkesen vágott bele az üzleti életbe, de miután több alkalommal konfliktusba került az igazgatósággal, 1984-ben lemondott vezetői posztjáról. Pár évvel később megalapította a Genome Corporation-t, ami a humán genom kutatásában volt érdekelt; a cég azonban az 1987-es tőzsdekrach után tönkrement. A Biogentől való elválása után 1984-ben visszatért a Harvardra, ahol a Human Genome Project lelkes támogatója volt.
A 80-as évek végén a gének evolúciójával foglalkozott, elmélete szerint ennek nagy lökést adott az intronok és exonok mozaikszerű kombinálódása (Gilbert vezette be az intron és exon kifejezéseket) és a mai gének szekvenciájának meghatározásával meghatározható az élet korai fejlődéstörténete.

## Díjai

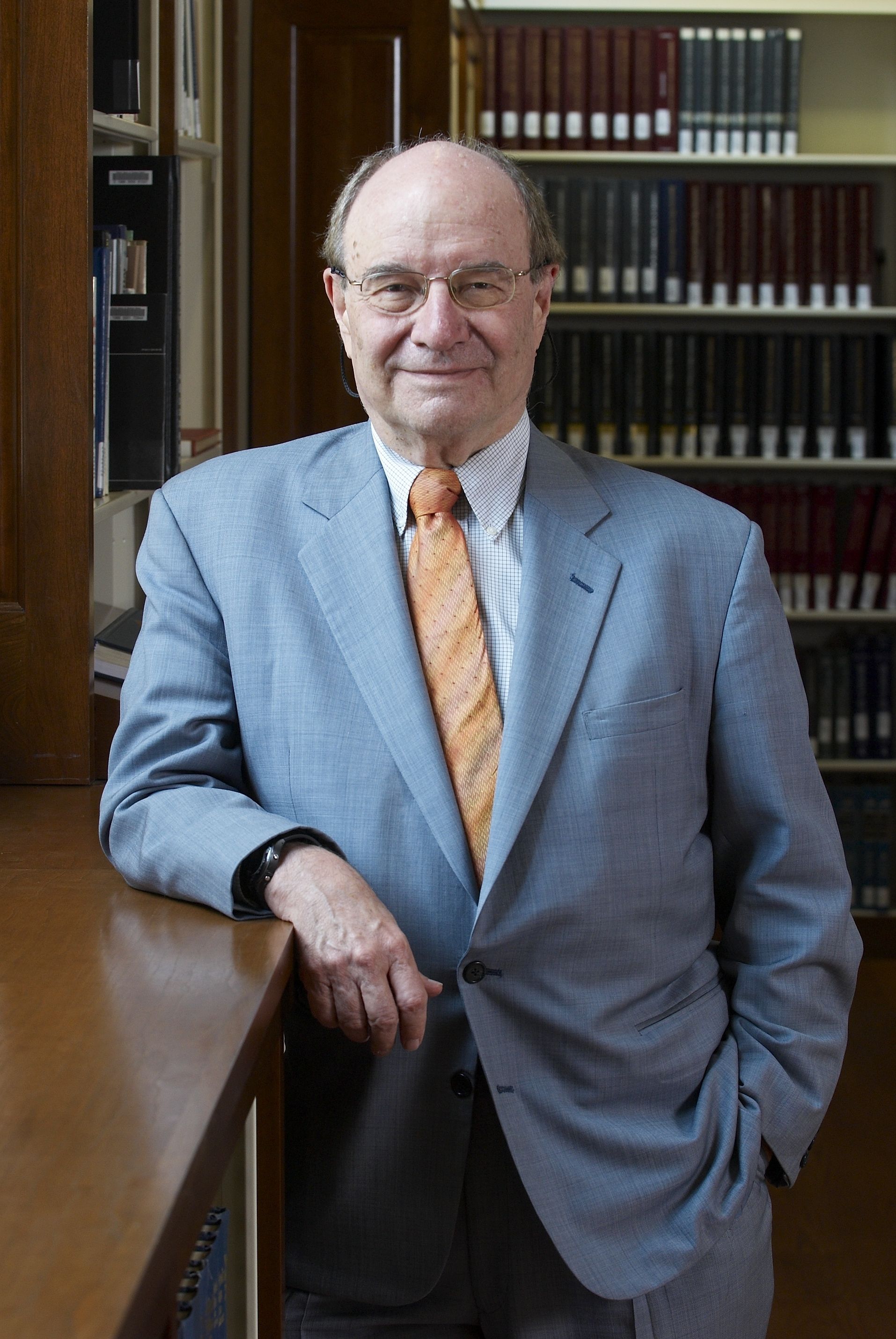
Walter Gilbert 2008-ban

Walter Gilbert – Frederick Sangerrel és Paul Berggel közösen – 1980-ban elnyerte a kémiai Nobel-díjat a nukleinsavak szekvenciájának meghatározásáért. Ezenkívül 1979-ben megkapta a Louisa Gross Horwitz-díjat, a Gairdner Alapítvány díját és az Albert Lasker-díjat.

## Családja
Gilbert 1953-ban házasodott össze Celia Stone költőnővel, akitől két gyermeke ( John Rihard és Kate Gilbert) született. Szabad idejében kínai gasztronómiával foglalkozik, zongorázik és műtárgyakat (főleg görög szobrokat) gyűjt. 